# Давид ди Донателло 1986
31-я церемония вручения наград премии «Давид ди Донателло» состоялась 3 июня 1986 года в Римском оперном театре.

## Победители и номинанты

### Лучший фильм
- Надеемся, что будет девочка, режиссёр Марио Моничелли
- Джинджер и Фред, режиссёр Федерико Феллини
- Месса окончена, режиссёр Нанни Моретти

### Лучшая режиссура
- Марио Моничелли — Надеемся, что будет девочка
- Федерико Феллини — Джинджер и Фред
- Нанни Моретти — Месса окончена

### Лучший дебют в режиссуре
- Энрико Монтесано — A me mi piace
- Аманцио Тодини — Злоумышленники, как всегда, неизвестны двадцать лет спустя
- Валерио Зекка — Chi mi aiuta?

### Лучший сценарий
- Леонардо Бенвенути, Сузо Чекки д’Амико, Пьеро Де Бернарди, Марио Моничелли и Туллио Пинелли — Надеемся, что будет девочка
- Федерико Феллини, Тонино Гуэрра и Туллио Пинелли — Джинджер и Фред
- Нанни Моретти и Сандро Петралья — Месса окончена

### Лучший продюсер
- Джованни Ди Клементе — Надеемся, что будет девочка
- Альберто Гримальди — Джинджер и Фред
- Акилле Мандзотти — Месса окончена

### Лучшая женская роль
- Анхела Молина — Каморра, или Сложное переплетение женских судеб
- Джульетта Мазина — Джинджер и Фред
- Лив Ульман — Надеемся, что будет девочка

### Лучшая мужская роль
- Марчелло Мастроянни — Джинджер и Фред
- Нанни Моретти — Месса окончена
- Франческо Нути — Во всём виноват рай

### Лучшая женская роль второго плана
- Атина Ченчи — Надеемся, что будет девочка
- Стефания Сандрелли — Надеемся, что будет девочка
- Иза Даниэли — Каморра, или Сложное переплетение женских судеб

### Лучшая мужская роль второго плана
- Бернар Блие — Надеемся, что будет девочка
- Ферруччо Де Череза — Месса окончена
- Франко Фабрици — Джинджер и Фред

### Лучшая операторская работа
- Джузеппе Ланчи — Каморра, или Сложное переплетение женских судеб
- Тонино Делли Колли и Эннио Гуарньери — Джинджер и Фред
- Данте Спинотти — Берлинский роман

### Лучшая музыка
- Риц Ортолани — Выпускной бал (ex aequo)
- Никола Пьовани — Джинджер и Фред (ex aequo)
- Армандо Тровайоли — Макароны

### Лучшая художественная постановка
- Энрико Джоб — Каморра, или Сложное переплетение женских судеб
- Данте Ферретти — Джинджер и Фред
- Данте Ферретти — Макароны

### Лучший костюм
- Данило Донати — Джинджер и Фред
- Джино Персико — Каморра, или Сложное переплетение женских судеб
- Альдо Бути — Венецианка

### Лучший монтаж
- Руджеро Мастроянни — Надеемся, что будет девочка
- Нино Баральи, Уго Де Росси и Руджеро Мастроянни — Джинджер и Фред
- Luigi Zita — Каморра, или Сложное переплетение женских судеб

### Лучший иностранный режиссёр
- Акира Куросава — Ран

### Лучший сценарий иностранного фильма
- Боб Гейл и Роберт Земекис — Назад в будущее

### Лучший иностранный продюсер
- Стивен Спилберг — Назад в будущее

### Лучшая иностранная актриса
- Мерил Стрип — Из Африки

### Лучший иностранный актёр
- Уильям Хёрт — Поцелуй женщины-паука

### Лучший иностранный фильм
- Из Африки, режиссёр Сидни Поллак

### Premio Alitalia
- Нанни Моретти

### Давид Лучино Висконти
- Ингмар Бергман
- Сузо Чекки д’Амико
- Джузеппе Ротунно

### David René Clair
- Федерико Феллини

### David Speciale
- Франческо Коссига
- Джульетта Мазина
- Nicola Signorello

### Medaglia d’oro del Comune di Roma
- Федерико Феллини
- Джина Лоллобриджида
- Марчелло Мастроянни
- Марианджела Мелато
- Нанни Моретти
- Франческо Нути
- Этторе Скола